# Kane-Insel
Die Kane-Insel (russisch Остров Кейна; Ostrow Keina) ist eine Insel des arktischen Franz-Josef-Lands. Administrativ gehört sie zur russischen Oblast Archangelsk.

## Geographie
Die größtenteils unvergletscherte Kane-Insel ist in Nord-Süd-Richtung 5,8 km lang und von Westen nach Osten bis zu 5,1 km breit. Ihre Fläche beträgt etwa 23 km². Die größte Erhebung der Kane-Insel misst 282 m.
Die Insel befindet sich im Osten der zentralen Gruppe Franz-Josef-Lands (Zichy-Inseln). Im Südwesten liegt, getrennt durch den hier etwa 2,5 km breiten Sterneck-Sund, die Greely-Insel. 1,5 km nordwestlich befindet sich die Kuhn-Insel mit der südlich vorgelagerten Brosch-Insel.

## Geschichte
Die Österreichisch-Ungarische Nordpolexpedition entdeckte Franz-Josef-Land im August 1873. Auf der ersten Karte des Archipels ist die Kane-Insel bereits unter diesem Namen eingetragen. Julius Payers zweite Schlittenteise führte im April 1874 am Ostufer der Kane-Insel entlang. Die Expeditionsteilnehmer erreichten am Ostersonntag, dem 5. April, das Osterkap im Südosten der Insel. Auf dem Rückweg bestieg Payer am 17. April Kap Hellwald im Nordosten, um sich einen Überblick zu verschaffen. Er benannte die Insel nach dem US-amerikanischen Polarforscher Elisha Kent Kane.